# Eduard Thelen
Eduard Thelen, né le 7 septembre 1946 à Cologne, est un joueur ouest-allemand de hockey sur gazon.

## Biographie
Eduard Thelen fait partie de l'équipe nationale ouest-allemande sacrée championne olympique aux Jeux d'été de 1972 à Munich.